# Нонкогнитивизм
Нонкогнитивизм — метаэтическая точка зрения, согласно которой этические суждения не выражают пропозицию и, следовательно, не могут быть верными или ложными. Нонкогнитивизм отрицает когнитивистское утверждение о том, что «моральные суждения способны быть объективно истинными, вследствие того, что они описывают некоторые особенности мира». Если моральные утверждения не могут быть истинными, и человек не может знать о том, что что-то не является верным, то нравственное познание невозможно согласно нонкогнитивизму.
Нонкогнитивизм подразумевает, что нонкогнитивистские установки содержатся в основе моральных рассуждений, которые, в свою очередь, состоят из высказываний, которые не несут в себе фактической информации о мире, хотя и признается, что его поверхностные черты могут последовательно и эффективно работать, как если бы моральный дискурс был когнитивным.

## Разновидности
Эмотивизм, связанный с А. Д. Айером, Ч. Л. Стивенсоном и Венским кружком, предполагает, что этические предложения являются в первую очередь эмоциональным выражением чьих-либо собственных установок и призваны влиять на действия реципиента. Согласно этой точке зрения, «Убийство — это неправильно» переводится как «Я осуждаю убийство».
Универсальный прескриптивизм, близкий родственник эмотивизму, течение разработанное Р. М. Хэйром. Прескриптивизм интерпретируют этические утверждения как императивы, предписывающие универсальное поведение. Согласно прескриптивизму, фразы типа «Не убей!» или «Не кради!» являются наиболее четкими выражениями морали, в то время как переформулировки по типу «Убийство — это неправильно» имеют тенденцию скрывать основной смысл моральных предложений.
К другим формам нонкогнитивизма относятся квазиреализм Саймона Блэкберна и нормо-экспрессивизм Аллана Гиббарда.

## Доводы в пользу

### Универсальный прескриптивизм
Аргументы в пользу прескриптивизма сосредоточены на функции нормативных утверждений.
Сторонники прескриптивизма утверждают, что фактические утверждения и предписания совершенно различны из-за непохожих предположений о переменах в случаях возникновения противоречий между сказанным и реальностью. В описательном предложении, если кто-то предполагает, что «красный — это число», то в соответствии с правилами грамматики указанное утверждение было бы ложным. Поскольку указанная посылка описывает объекты «красный» и «число», то любой кто понимает язык, заметил бы ложность данного описания и ложность указанного утверждения. Однако, если произносится норма «Не убий!», и эта предпосылка отрицается (фактом убийства человека), говорящий не должен менять свое предложение, заменив это, на «Убивай других!», при этом декларируя о моральном бесчинстве. Корректировка утверждений, основанных на объективной реальности, и корректировка реальности, основанной на утверждениях, являются противоположными способами использования языка; иными словами, повествовательные высказывания — это предложения, отличные от нормативных утверждений. Если истина принимается в соответствии с теорией соответствия истины, то вопрос об верности или ложности предложений, не зависящих от внешних факторов, не может быть проверен (см. тавтология).
Прескриптивизм также поддерживается самой манерой говорить. Многие моральные утверждения де-факто произносятся как наставления или команды, например, когда родители или учителя запрещают детям совершать некорректные действия. Одни из известных моральных идей — это правила: десять заповедей, заповедь милосердия, категорический императив и Золотое правило предписывают делать или не делать что-либо, а не утверждает, что что-то имеет или не имеет места быть.
Прескриптивизм может соответствовать теистической идее морали послушания Богу. Однако это отличается от когнитивистского сверхъестественного подхода, который объясняет мораль как субъективную волю бога, в то время как прескриптивизм утверждает, что правила морали универсальны и могут быть найдены только разумом, без связи с Богом.
Согласно Хэйру, прескриптивисты не могут утверждать, что аморалисты ошибаются или противоречат законам логики. Каждый склонен выбирать, следовать моральным заповедям или нет. Таково состояние человека в соответствии с христианской интерпретацией Выбора Геракла. Согласно прескриптивизму, мораль заключается не в знании (моральных фактов), а в характере (в выборе поступать правильно). Действующие лица не могут проявлять свою ответственность и свободу воли по отношению к какой-либо моральной истине в мире, добродетельным людям не нужно ждать какого-то осознания, чтобы выбрать то, что правильно.
Прескриптивизм также поддерживается логикой императивов, в которой не существует значений истинности, и идеей натуралистического заблуждения: даже если бы кто-то мог доказать существование свойства этики и выразить его в виде фактического утверждения, то он никогда не смог бы извлечь из этого утверждения никакого предписания, поэтому поиск этических признаков лишены смысла.

### Эмотивизм
Аргументы в пользу эмотивизма сосредоточены на том, что выражают нормативные утверждения, когда они произносятся говорящим. Человек, говорящий, что убивать неправильно, безусловно, выражает свое неодобрение убийству. Эмотивисты задаются вопросом, действительно ли есть доказательства того, что убивать неправильно. У нас есть доказательства того, что Юпитер обладает магнитным полем и что птицы яйцекладущие, но пока ещё не нашли доказательств моральных свойств, таких как «доброта». Эмотивисты интересуются, почему, не имея каких-либо доказательств, мы должны думать, что такое качество существует. Сторонники этической интуиции считают, что подтверждения исходят не из науки или разума, а из наших собственных чувств: хорошие поступки заставляют нас чувствовать себя определённым образом, а плохие — по-другому. Но достаточно ли этого, чтобы показать, что есть действительно хорошие и плохие поступки? Эмотивисты думают иначе, утверждая, что людям не нужно утверждать существование моральной «безумства» или «неправильности», чтобы объяснить, почему рассмотрение определённых поступков вызывает у нас чувство неодобрения; что все, что мы наблюдаем, когда занимаемся самоанализом вызывает внутреннее неодобрение. Таким образом, эмотивисты вопрошают, почему бы не принять более простое и исчерпывающее объяснение, вместо того, чтобы настаивать на том, что внутреннее «безумство» (например, убийство) должно вызывать чувства, когда существует более простое объяснение.

## Аргументы против
Одним из аргументов против нонкогнитивизма является то, что он игнорирует внешние причины эмоциональных и предписывающих реакций. Если кто-то говорит: «Джон — хороший человек», значит, что-то в Джоне вызвало такую реакцию. Если Джон жертвует нуждающимся, заботится о своей больной бабушке и дружелюбен с другими, именно это побуждает говорящего думать о нём хорошо, поэтому вполне вероятно сказать: «Джон хороший человек, потому что он жертвует нуждающимся, заботится о своей больной бабушке и дружелюбен с другими.» Если, в свою очередь, выступающий положительно реагирует на идею пожертвования нуждающимся, то какой-то аспект этой идеи, должно быть, вызвал положительный отклик; можно утверждать, что этот аспект также является основой её благости.
Другим аргументом является «проблема встраивания», при которой этические предложения встраиваются в более сложные предложения. Рассмотрим следующие примеры:
- В употреблении мяса нет ничего плохого.
- Неправильно ли есть мясо?
- Я думаю, что есть мясо неправильно.
- Майк не считает, что есть мясо неправильно.
- Когда-то я думал, что есть мясо неправильно.
- Она не понимает, что есть мясо неправильно.

Попытки интерпретировать эти предложения в рамках эмотивизма обречены на провал. Прескриптивистская интерпретация лишь немногим лучше («Она не понимает, что ей нельзя есть мясо»). Даже сам акт формирования такой конструкции указывает на осознание в ходе процесса.
Согласно нонкогнитивизму, эти предложения предполагают ложную предпосылку о том, что этические утверждения либо истинны, либо ложны. Их можно дословно перевести как:
- «Есть мясо неправильно» — это ложное утверждение.
- Истинно ли утверждение «есть мясо неправильно»?
- Я думаю, что «есть мясо неправильно» — это верное утверждение и т. д.

Однако эти переводы отличаются от того, каким образом люди обращаются с языком. Нонкогнитивист должен был бы не согласиться с кем-то говорящим, что: «Есть мясо неправильно» — это ложное утверждение", поскольку «Есть мясо неправильно» вообще не соответствует истине, но может согласиться с этим человеком, говорящим: «Есть мясо не неправильно».
Можно более конструктивно трактовать эти утверждения, чтобы описать основополагающее эмоциональное утверждение, которое они выражают, например: я не одобряю/одобряю употребление мяса, я привык, а он нет и т. д. Однако такое толкование ближе к этическому субъективизму, чем к нонкогнитивизму.
Многие возражения против нонкогнитивизма, основанные на лингвистических особенностях того, что считается моральными суждениями, первоначально были выдвинуты Питером Глассеном в книге «Когнитивность моральных суждений», опубликованной в журнале Mind в январе 1959 года, и в последующей статье Глассена в январском номере того же журнала за 1963 год.